# نوک‌تخت لبه‌زرد
نوک‌تخت لبه‌زرد یا نوک‌تخت زیمر (نام علمی: Tolmomyias assimilis) گونه‌ای از پرندگان خانواده ژیان‌مرغان است که در جنگل‌های نمناک در جنوب آمریکای مرکزی، و Choco و آمازون در آمریکای جنوبی یافت می‌شود.
تفاوت‌های چشمگیری (به ویژه صدا) بین جمعیت‌های شرق و غرب آند وجود دارد، که سبب پیشنهادهایی می‌شود که این دو باید به عنوان گونه‌های جداگانه در نظر گرفته شوند، در این صورت، جمعیت غرب آند نام انگلیسی لبه‌زرد با نام علمی T. flavotectus را حفظ می‌کند، در حالی که جمعیت آمازون با نام علمی T. assimilis با نام انگلیسی Zimmer's flatbill (یا flycatcher) را حفظ کرده‌است.